# Người Serb

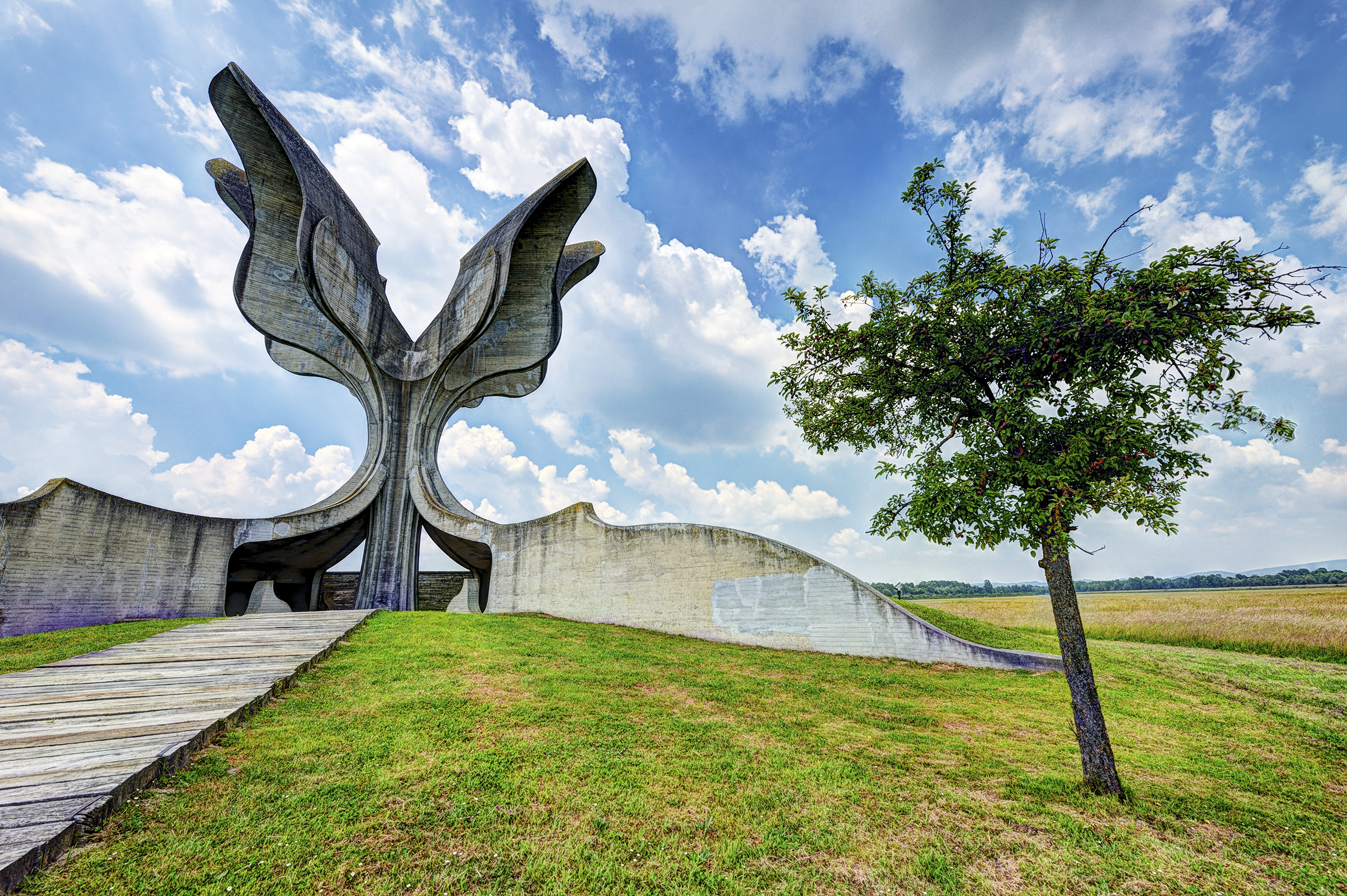
Trại tập trung Jasenovac

Người Serb (tiếng Serbia: Срби, Srbi, phát âm là [sr̩bi], phát âm tiếng Việt như là Xéc-bi) là một dân tộc Nam Slav tại các nước vùng Balkan và miền nam Trung Âu. Người Serb chủ yếu sinh sống ở Serbia, Montenegro và Bosna và Hercegovina, và tạo thành một nhóm thiểu số khá lớn ở Croatia, Cộng hòa Macedonia và Slovenia. Tương tự như vậy, người Serb là một thiểu số chính thức được công nhận trong cả România và Hungary, cũng như ở Albania, Cộng hòa Séc và Slovakia.. Ngoài ra còn có một sự hiện diện của cộng đồng người Serb lớn ở Tây Âu, đặc biệt là ở Đức, Thụy Điển, Thụy Sĩ và Áo, cũng như tại Pháp và Ý. Hơn một triệu người Serb gốc sống ở các nước nói tiếng Đức: Luxembourg (1%), Áo (1,8%), Thụy Sĩ (1%), và Đức (~ 1%)).. Tổng cộng có khoảng 12 triệu người Serb trên toàn thế giới. Người Serb cũng từng bị hoạ diệt chủng tại Trại tập trung Jasenovac. Ngày nay, dân tộc này đã sản sinh ra nhiều cầu thủ bóng đá và vận động viên thể thao xuất sắc thế giới như: Dejan Stanković, Nemanja Vidić, Nemanja Matić, Branislav Ivanović, Dragan Stojković và vận động viên quần vợt Novak Djokovic.